# Brittnee Cooper
Pour les articles homonymes, voir Cooper.
Brittnee Cooper est une joueuse de volley-ball américaine née le 26 février 1988 à Houston (Texas). Elle mesure 1,91 m et joue au poste de centrale.

## Clubs
| Club                       | De        | À         |
| -------------------------- | --------- | --------- |
| Louisiana State University | 2006-2007 | 2008-2009 |
| Llaneras de Toa Baja       | 2010-2011 | 2010-2011 |
| SVS Post Schwechat         | 2011-2012 | 2011-2012 |
| Nantes Volley Féminin      | 2012-2013 | 2012-2013 |
| Rabita Bakou               | 2013-2014 | 2013-2014 |
| Atom Trefl Sopot           | 2014-2015 | 2015-2016 |
| Dresdner SC                | 2016-2017 | …         |

## Palmarès
- Championnat d'Autriche
  - Vainqueur : 2012.
- Coupe d'Autriche
  - Vainqueur : 2012.
- Championnat d'Azerbaïdjan
  - Vainqueur : 2014.
- Coupe de Pologne
  - Vainqueur : 2015.
  - Finaliste : 2016.
- Coupe de la CEV
  - Finaliste : 2015.
- Championnat de Pologne
  - Finaliste : 2015, 2016.
- Supercoupe de Pologne
  - Finaliste : 2015.